# Klemen Čebulj
Klemen Čebulj (né le 21 février 1992 à Slovenj Gradec) est un joueur slovène de volley-ball. Il mesure 2,02 m et joue réceptionneur-attaquant. Il est international slovène.

## Biographie
Sa femme Sara et lui ont eu un fils, Louis, né le 26 août 2016.

## Clubs
| Club                | De        | À         |
| ------------------- | --------- | --------- |
| Fužinar Ravne       | 2007-2008 | 2007-2008 |
| OK Fram             | 2008-2009 | 2010-2011 |
| ACH Ljubljana       | 2011-2012 | 2011-2012 |
| Altotevere Volley   | 2012-2013 | 2012-2013 |
| PRC Ravenne         | 2013-2014 | 2014-2015 |
| AS Volley Lube      | 2015-2016 | 2016-2017 |
| Powervolley Milan   | 2017-2018 | 2017-2018 |
| Shanghai Golden Age | 2018-2019 | 2018-2019 |
| Powervolley Milan   | Mars 2019 | Juin 2019 |
| Trentino Volley     | 2019-2020 | 2019-2020 |
| Resovia Rzeszów     | 2020-2021 | ...       |

## Palmarès

### Club
- Championnat de Slovénie (1)
  - Vainqueur : 2012
- Coupe de Slovénie (1)
  - Vainqueur : 2012
- Championnat d'Italie 
  - Demi-finaliste : 2016
- Coupe d'Italie (1)
  - Demi-finaliste : 2016
  - Vainqueur : 2017
- Supercoupe d'Italie 
  - Troisième : 2016
- Ligue des champions 
  - Médaille de bronze avec Associazione Sportiva Volley Lube : 2016

### Équipe de Slovénie
- Championnat d'Europe
  - Finaliste : 2015
- Ligue européenne (1)
  - Vainqueur : 2015